# Ringerike Panthers
Die Ringerike Panthers sind ein 1974 gegründeter norwegischer Eishockeyklub aus Ringerike. Die Herrenmannschaft spielt in der 1. divisjon und trägt ihre Heimspiele in der Schjongshallen aus.

## Geschichte
Der Verein wurde am 14. Januar 1974 als Ringerike Ishockeyklubb gegründet. Im Jahr 2001 erhielt die Mannschaft den Zusatz Panthers. In der Saison 2018/19 spielte die Mannschaft in der GET-ligaen, stieg aber 2019 wieder in die 1. divisjon ab. Ab der Saison 2021/22 spielte der Club wieder erstklassig, ehe 2024 erneut der Abstieg in die 1. divisjon folgte.

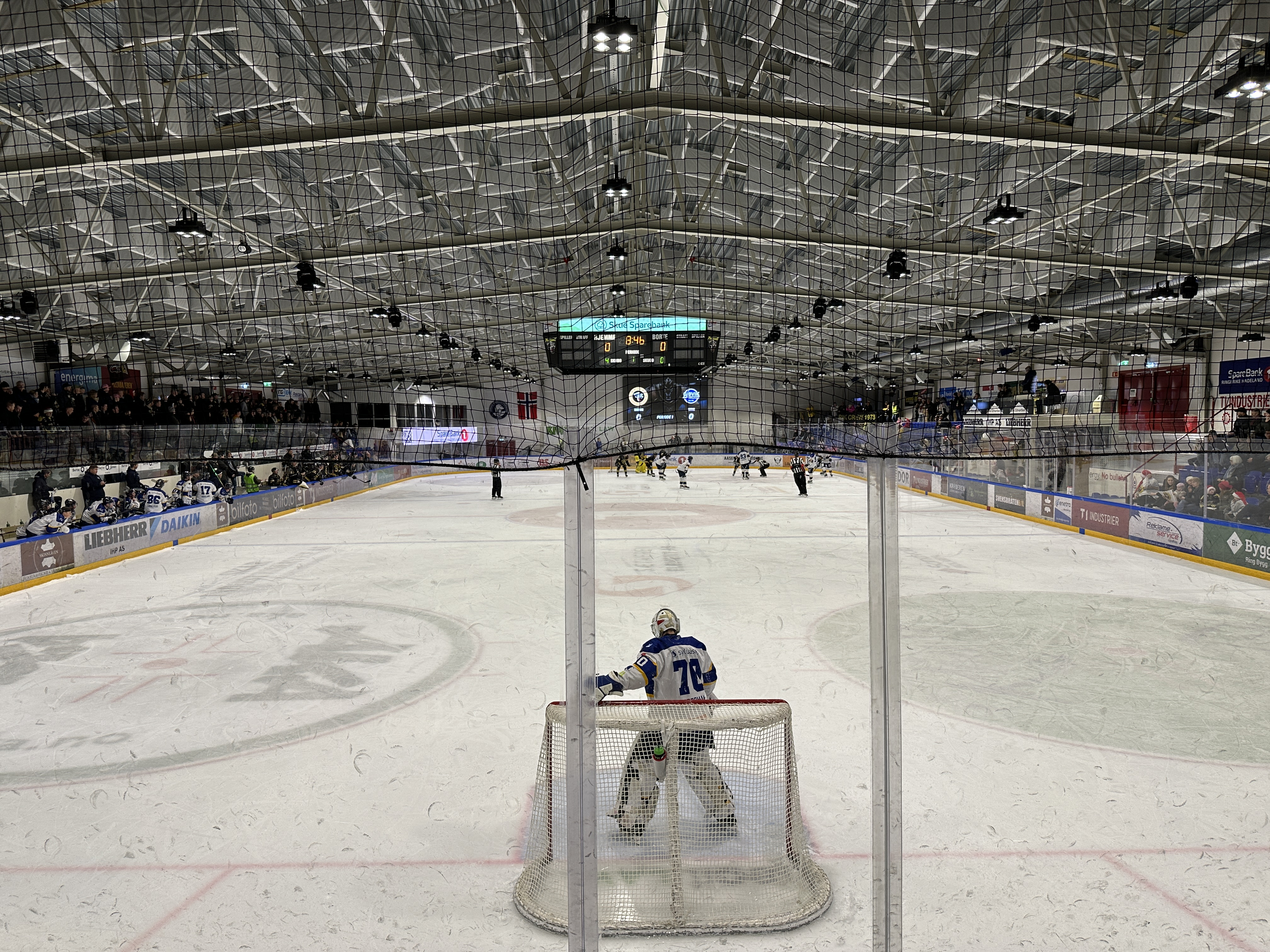
Innenansicht des Heimstadions